# 共侯 (蔡)
共侯（きょうこう、生年不詳 - 紀元前760年）は、春秋時代の蔡の君主。姓は姫、名は興。釐侯の子で、釐侯の後を受けて蔡国の君主となった。在位2年。